# Batalla de las Américas
Batalla por América es un reality musical producido por Worldvide Enterteiment el cual reunió a veinte (20) concursantes de todo el continente americano en Miami Beach, Florida para formar la agrupación "XM2" junto a Rawie Torres y Sergio Blass.
Este programa fue conducido por Jhonny Lozada (Menudo) y Yami Quintero. El jurado fue formado por María Conchita Alonso, Julio Iglesias, Jr. y Erica Ender.

## Jurado
María Conchita Alonso
Erika Ender
Julio Iglesias jr
Alan jacott (entra en reemplazo de Maria Conchita)

## Concursantes
Arsi Rey (Rep Dominicana)
Alexander Sosa (Rep Dominicana)
Daniel Salomon (Honduras)
Dario Cordon (Argentina)
Francisco Stripolli (Venezuela)
Sebastian Soto (Chile)
Jhon F (Colombia)
Kevin Goldilla (Puerto Rico)
Larry Morales (Perú)
Miguel Cigarrista (Panamá)
Miguel Sequeira (Nicaragua)
Ernesto Valle (El Salvador)
Rafael Jaramillo (México)
Raul Ramírez (Venezuela)
Rey Randall (Puerto Rico)
Richie Juárez (Guatemala)
Richardson (Colombia)
Sammy Nieves (Puerto Rico)
Shawn Edward (Canada)
Walter (Costa Rica)
Zineb Davila (Estados Unidos)
- - Colaboración Network para America latina:

Maria Eugenia Federico (Argentina)

## Canales de tv donde se transmito Batalla de las Américas
USA Mega TV
Puerto Rico Mega TV
Canadá Nuevo Mundo TV
Rep. Dominicana Supercanal
El Salvador Tecnovisión
Honduras Hondured
Nicaragua Canal 11
Guatemala Guatevisión
Costa Rica Amnet, Canal 23
Panamá TV Max
Colombia City TV
Venezuela Venevisión Plus
Chile TVI Chile: Zona Latina
Argentina Novelisima (Venevisión Continental)
Bolivia Novelisima (Venevisión Continental)
Ecuador Novelisima (Venevisión Continental)
México Novelisima (Venevisión Continental)
Paraguay Novelisima (Venevisión Continental)
Perú Novelisima (Venevisión Continental)
España Novelisima (Venevisión Continental)

### Final
La final se llevó a cabo en la isla del encanto "Puerto Rico" teniendo altísimos puntos de rating.
La audiencia elegia a su ganador mediante mensajes de texto y votaciones en la página web del programa
Finalistas:
- Kevin Goldilla (Kevin Kevin) 1er Finalista
- Rey Randal
- Raul Ramirez
- Zineb Davila

Ganadores:
- Raul Ramírez (Ganador)
- Rey Randal (Ganador)

- Datos: Q5723214